# Rodd vid olympiska sommarspelen 1960
Rodd vid olympiska sommarspelen 1960 avgjordes i Rom i Italien.

## Medaljörer
| Event                         | Guld | Silver | Brons |
| Singelsculler Detaljer...     | Vjatjeslav Ivanov (URS) | Achim Hill (EUA) | Teodor Kocerka (POL) |
| Dubbelsculler Detaljer...     | Václav Kozák och Pavol Schmidt (TCH) | Aleksandr Berkutov och Juri Tjukalov (URS)                                                                                          | Ernst Hürlimann och Rolf Larcher (SUI) |
| Tvåa utan styrman Detaljer... | Valentin Borejko och Oleg Golovanov (URS) | Josef Kloimstein och Alfred Sageder (AUT)                                                                                           | Veli Lehtelä och Toimi Pitkänen (FIN) |
| Tvåa med styrman Detaljer...  | Tysklands förenade lag Bernhard Knubel Karl Renneberg Klaus Zerta                                                                                                | Sovjetunionen Antanas Bagdonavičius Zigmas Jukna Igor Rudakov                                                                       | USA Richard Draeger Conn Findlay Kent Mitchell                                                                                               |
| Fyra utan styrman Detaljer... | USA Arthur Ayrault Ted Nash John Sayre Rusty Wailes | Italien Tullio Baraglia Renato Bosatta Giancarlo Crosta Giuseppe Galante                                                            | Sovjetunionen Igor Achremtjik Juri Batjurov Valentin Morkovkin Anatolj Tarabrin                                                              |
| Fyra med styrman Detaljer...  | Tysklands förenade lag Gerd Cintl Horst Effertz Klaus Riekemann Jürgen Litz Michael Obst                                                                         | Frankrike Robert Dumontois Claude Martin Jacques Morel Guy Nosbaum Jean Klein                                                       | Italien Fulvio Balatti Romano Sgheiz Franco Trincavelli Giovanni Zucchi Ivo Stefanoni                                                        |
| Åtta med styrman Detaljer...  | Tysklands förenade lag Manfred Rulffs Walter Schröder Frank Schepke Kraft Schepke Karl-Heinrich von Groddeck Karl-Heinz Hopp Klaus Bittner Hans Lenk Willi Padge | Kanada Donald Arnold Walter D'Hondt Nelson Kuhn John Lecky David Anderson Archibald MacKinnon Bill McKerlich Glen Mervyn Sohen Biln | Tjeckoslovakien Bohumil Janoušek Jan Jindra Jiří Lundák Stanislav Lusk Václav Pavkovič Luděk Pojezný Jan Švéda Josef Věntus Miroslav Koníček |

## Medaljtabell
| Pl.    | Nation                 | Guld | Silver | Brons | Totalt |
| ------ | ---------------------- | ---- | ------ | ----- | ------ |
| 1      | Tysklands förenade lag | 3    | 1      | 0     | 4      |
| 2      | Sovjetunionen          | 2    | 2      | 1     | 5      |
| 3      | USA                    | 1    | 0      | 1     | 2      |
| 3      | Tjeckoslovakien        | 1    | 0      | 1     | 2      |
| 5      | Italien                | 0    | 1      | 1     | 2      |
| 6      | Österrike              | 0    | 1      | 0     | 1      |
| 6      | Frankrike              | 0    | 1      | 0     | 1      |
| 6      | Kanada                 | 0    | 1      | 0     | 1      |
| 9      | Polen                  | 0    | 0      | 1     | 1      |
| 9      | Schweiz                | 0    | 0      | 1     | 1      |
| 9      | Finland                | 0    | 0      | 1     | 1      |
|        |                        |      |        |       |        |
| Totalt | Totalt                 | 7    | 7      | 7     | 21     |